# Axel Springer SE
Axel Springer SE е европейска мултинационална масова и онлайн медийна компания, базирана в Берлин, Германия. Фирмата предлага печат и публикуване на реклами, портфолио с дигитални обяви, маркетингови модели и свързани услуги. Дейностите на Axel Springer са сегментирани в медии за новини, медии за обяви и медии за маркетинг. Компанията е организирана като издателска къща от типа Societas Europaea (SE) и е един от най-големите издатели на средства за масова информация в Европейския съюз, с множество мултимедийни новинарски марки, като Bild, Die Welt, полската Fakt и американския сайт за политически новини Politico, който Axel Springer придобива през 2021 г.
Компанията генерира общи приходи от около 3,93 млрд. евро и увеличение на EBITDA от 12,8% през първата половина на 2023 г. След придобиването на контролния пакет акции на американската частна инвестиционна компания Kohlberg Kravis Roberts (KKR) през 2020 г. приходите на Axel Springer се увеличават с общо около 1 млрд. евро. Компанията, включително нейните дъщерни дружества, съвместни и лицензирани предприятия, работи в повече от 40 държави.
Компанията е създадена през 1946 г. от журналиста Аксел Шпрингер и неговия баща, издателя Хайнрих Шпрингер. Матиас Дьопфнер става неин изпълнителен директор през 2002 г. През 2004 г. компанията Axel Springer, най-голямата издателска къща в Европа по това време, контролира най-големия немски пазарен дял за ежедневници (23,6%), до голяма степен защото неговият водещ таблоид Bild е най-тиражният вестник в Европа с ежедневна читателска аудитория от над 12 милиона. Към 2022 г. компанията има 10,6% пазарен дял в Германия.
Данните от октомври 2022 г. показват, че марките BILD на Axel Springer привличат приблизително шест милиона уникални потребители дневно, общо до 40 милиона уникални потребители на месец. По данни на асоциацията IVW от юни 2023 г. BILD има 504 млн. посещения месечно, а WELT – 127 млн. В Съединените щати Axel Springer влиза в четворката на най-големите дигитални издателя, заедно с USA Today, News Corp и The New York Times.

## Вестници, списания, онлайн предложения

### BILD
- Audio Video Foto Bild, списание за потребителска електорника
- Bild, таблоид с най-голям тираж в Европа
- B.Z., местен вестник
- Computer Bild, публикуван в девет страни, най-продаваното компютърно списание в Европа
- Sport Bild, публикувано в много страни, най-голямото спортно списание в Европа
- Transfermarkt, уебсайт за футболна статистика

### WELT
- Die Welt, интелектуалният флагман на компанията, включително Welt (телевизионен канал)

### Мултинационални медии
- Business Insider, уебсайт с новини за бизнес, знаменитости и технологии
- Politico, дигитална медийна компания, придобита от Axel Springer през октомври 2021 г., която работи в Северна Америка и Европа[16]
- Politico Europe, европейска версия на Politico
- Protocol, публикация за технологична журналистика, придобита заедно с Politico
- Upday, приложение, което е агрегатор на новини

### Други
- BONIAL, компания за маркетингови решения, която включва порталите за намаления и ваучери Sparheld.de в Германия и Reduc.fr във Франция
- Dyn Media, платформа за спортни предавания на живо
- Idealo, услуга за сравнение на цени
- Morning Brew, медийна компания, която се фокусира върху бизнес бюлетини и подкасти

### Издания за обяви
- Aviv, който включва порталите за маркетинг на недвижими имоти immonet, immowelt и SeLoger
- Stepstone

### Ringier Axel Springer Poland
- AUTO SWIAT
- Fakt, най-големият ежедневен таблоид в Полша
- Forbes Women, спиноф от списанието и уеб портала Forbes, който се фокусира върху равенството между половете в бизнеса
- Newsweek Polska, полско седмично новинарско списание
- Onet, полско онлайн издание за новини

### Маркетингови медии
- AWIN, компания, която предлага решения за маркетинг на продукти и услуги